# Grootspant

Grootspanten van verschillende type schepen.

Het grootspant, ook wel meesterrib, is het grootste spant van een schip of de grootste dwarsdoorsnede van een schip, gemeten tot de constructiewaterlijn. Het ligt ter hoogte van het midden van de lengte tussen de loodlijnen. Een schip met een groot grootspant heeft over het algemeen een groter draagvermogen. Een vol schip kan meerdere spanten hebben met de grootte van het grootspant. De volledige vorm van een schip ligt vast in het lijnenplan, waarbij de grootspantcoëfficiënt de verhouding weergeeft tussen het ondergedompelde deel van het grootspantoppervlakte  en de rechthoek gevormd door de breedte en de diepgang. De spantentekening geeft 21 dwarsdoorsneden weer die zich op gelijke afstand bevinden van elkaar tussen de voor- en achterloodlijn in het vlak van het grootspant.